# Зомб (гміна Поронін)
Зомб (пол. Ząb) — село в Польщі, у гміні Поронін Татранського повіту Малопольського воєводства.
Населення — 1617 осіб (2011).
У 1975-1998 роках село належало до Новосондецького воєводства.

## Демографія
Демографічна структура станом на 31 березня 2011 року:
|          | Загалом | Допрацездатний вік | Працездатний вік | Постпрацездатний вік |
| -------- | ------- | ------------------ | ---------------- | -------------------- |
| Чоловіки | 820     | 240                | 524              | 56                   |
| Жінки    | 797     | 187                | 480              | 130                  |
| Разом    | 1617    | 427                | 1004             | 186                  |